# Latele
Latele è stata una trasmissione televisiva trasmessa dal lunedì al venerdì su RSI LA1 nel corso degli anni 2008 e 2009 (esclusa la stagione estiva). Per ragioni economiche la direzione dell'azienda ha deciso di interrompere le trasmissioni alla fine del 2009.

## Conduttori
La trasmissione era condotta in coppia da un uomo e una donna. I principali conduttori sono stati: Sandy Altermatt e Davide Gagliardi, Alessandra Cattori e Andrea Fazioli, Isabelle Piazza e Daniele Rauseo, Raffaella Biffi e Luca Paltrinieri.
A volte, in studio, erano presenti alcuni ospiti fissi come responsabili della protezione animali, dei canili e dei gattili al mercoledì o la psùs il venerdì.

## Programmazione
Latele è andata in onda con la seguente programmazione: il mattino in onda in cinque riprese con il nome di Latelemattina dalle 06:45 alle 07:00, dalle 07:10 alle 07:25, dalle 07:45 alle 08:00, dalle 08:10 alle 08:25.
Durante la giornata, con il nome di Latele, dalle 10:00 alle 10:15, dalle 11:00 alle 11:15, dalle 12:00 alle 12:30 e il lunedì e il mercoledì attorno alle 23:00 con il programma Doppio Misto, quest'ultimo sempre con Sandy Altermatt e Daniele Rauseo.

## Doppio misto
Doppio misto era un programma che andava in onda in seconda serata condotto da Sandy Altermatt e Daniele Rauseo, in cui si mettevano a confronto i comportamenti di uomini e donne attraverso un'intervista incrociata.

## La Boccaccia
"La Boccaccia" era un gioco con la partecipazione del pubblico, interpellato telefonicamente, nelle edizioni delle 10:00, delle 11:00 e delle 12:00.
Il gioco consisteva nell'indovinare la parola detta senza il sonoro, leggendo il labiale messo a schermo con un primissimo piano della bocca di un collaboratore o collaboratrice.
In palio un jackpot iniziale di 100 CHF incrementato giorno per giorno di ulteriori 100 CHF qualora la boccaccia non venisse indovinata.